# La Miña
La Miña es una localidad del municipio de la Hermandad de Campoo de Suso, de 55 habitantes en 2024. Está a 920 m s. n. m. y dista 6 kilómetros de la capital municipal.

## Paisaje y naturaleza
Justo al norte de La Miña discurre una cadena de pequeños oteros (Coto Linares, Otero, Cotejón, El Castro), con alturas que rondan los 1.100 metros de altitud, en cuyas laderas crece un bosque de rebollos de cierta entidad. Por el sur se extienden por prados de siega por la planicie del valle hasta el monte Guariza y los altozanos de las Pesquerías. A poco más de un kilómetro, atravesando prados en dirección a la ermita de Santa Ana, en las intermediaciones de Fresno del Río, se encuentra el paraje de La Mina Fontoria, lugar de destino de muchos paseantes y bañistas reinosanos.

## Patrimonio histórico
Entre los barrios de San Nicolás y Santa Cecilia se levanta la iglesia, con advocación a esta última Santa. Es una sencillísima construcción, datable en el siglo XVI, en la que se utilizaron materiales pobres sin ningún alarde decorativo, No hace tantos años se efectuó una reforma en la que se añadió una enojosa dependencia lateral y un tejado de pizarra que la han despersonalizado por completo.
- Datos: Q5964389